# Pjerin Bushati
Pjerin Bushati (17 agosto 1958) è un ex cestista e allenatore di pallacanestro albanese con cittadinanza italiana.
Il figlio Franko è un membro della nazionale albanese.

## Palmarès

### Giocatore
- Campionato albanese: 12

Partizani Tirana:  1976-77, 1977-78, 1978-79, 1979-80, 1980-81, 1981-82, 1982-83, 1983-84, 1984-85, 1985-86, 1986–87, 1987-88
- Coppe d'Albania: 7

Partizani Tirana: 1978, 1980, 1982, 1983, 1984, 1987
Dinamo Tirana: 1992